# Adelowalkeria caeca
Adelowalkeria caeca is een vlinder uit de familie nachtpauwogen (Saturniidae), onderfamilie Ceratocampinae.
De wetenschappelijke naam van de soort is voor het eerst geldig gepubliceerd door Lemaire in 1969.